# Planowanie sensualne
Planowanie sensualne (ang. sensual planning) – jest uzupełnieniem tradycyjnego podejścia do planowania, wykorzystującym percepcję i intuicję. 
Takie podejście pozwala na przewidzenie tzw. czarnych scenariuszy, których nie da się przewidzieć, analizując np. dane liczbowe, prognozy, i tym samym umożliwia zaplanowanie skutecznych działań prewencyjnych. Planowanie sensualne znajduje zastosowanie zwłaszcza w planowaniu operacyjnym, a dokładniej w planowaniu krótkoterminowym (do trzech miesięcy).
Niezbędnymi w całym procesie planowania są:
- rzetelne dane i informacje
- wiedza
- znajomość procesów i metod planowania
- doświadczenie.

Uwarunkowaniem wykorzystania koncepcji planowania sensualnego i jego sukcesu jest dobra znajomość:
- organizacji lub przedsiębiorstwa
- ludzi (ich zachowań, osobowości, relacji międzyludzkich)
- środowiska.

Podstawą koncepcji planowania sensualnego jest wykorzystanie percepcji i intuicji w procesie planowania jako niezwykle ważnego uzupełnienia całego procesu. Połączenie intuicji i percepcji tworzy ową koncepcję. Jest to połączenie dwóch jakże różnych sposobów zdobywania informacji, dwóch typów osobowości, a mianowicie typu analitycznego oraz intuicyjnego.  
- Osobowość typu analitycznego zdobywa informacje przede wszystkim zmysłami: wzrokiem, słuchem, dotykiem, węchem. Obserwuje, to, co dzieje się wokół niej, i jest w stanie szybko rozpoznać nowe sytuacje. Koncentruje się na rzeczach realnych i aktualnych, przykładając uwagę do szczegółów, konkretnych danych popartych faktami. Osobowość taka poszukuje informacji krok po kroku, ufając własnemu doświadczeniu.

- Osobowość typu intuicyjnego chce otrzymywać informacje w całości, koncentrując się na związkach i połączeniach między różnymi faktami. Przedstawia rozwiązania modelowe, łatwo przychodzi jej znajdowanie nowych możliwości i prezentacja innych sposobów rozwiązywania problemów. Osobowość taka koncentruje się na spojrzeniu ogólnym, będąc teoretykiem i myśląc abstrakcyjnie.

Planowanie sensualne to połączenie tych dwóch typów podejścia do gromadzenia informacji, które będą służyły podjęciu odpowiednich działań. 
Koncepcja tego rodzaju planowania uwzględnia w odróżnieniu od tego, co wykorzystywane jest w standardowym procesie planowania:
- czynnik ludzki (niezwykle istotny element, szczególnie w sytuacjach krytycznych)
- atmosferę pracy (mającą kolosalny wpływ na wykonywanie wyznaczonych zadań)
- stosunki międzyludzkie (mają one znaczny wpływ na to, jak poszczególne komórki, departamenty ze sobą współpracują, czy też ogólnie na przepływ informacji)
- osobowość, charakter pracowników (który może sprzyjać lub przeszkadzać w wykonywaniu poszczególnych zadań).

Planowanie sensualne, analizując wszystkie czynniki, pozwala na wykluczenie tzw. „obietnic bez pokrycia”, które składane są zazwyczaj pod presją przełożonych lub innych czynników zarówno zewnętrznych jak i wewnętrznych, np. z powodu strachu przed utratą premii związanej z wynikiem. Istotnym faktem jest także całkowite wykluczenie sytuacji i związanego z tym ryzyka sytuacji kryzysowych.
Autorem koncepcji tego rodzaju planowania jest Paweł Harasim